# 파옌 판덴보스
파옌 판덴보스(네덜란드어: Vajèn van den Bosch, 1998년 3월 13일 ~ )는 네덜란드의 가수, 배우이다. 《더 보이스 키즈》 네덜란드에 참가해 이름을 알렸다. 애니메이션 영화 《모아나》의 네덜란드어 더빙판에서 모아나 역을 맡았다.